# Phoenicoprocta sanguinea
Phoenicoprocta sanguinea är en fjärilsart som beskrevs av Walker 1884. Phoenicoprocta sanguinea ingår i släktet Phoenicoprocta och familjen björnspinnare. Inga underarter finns listade i Catalogue of Life.